# Cetomimus hempeli
Cetomimus hempeli är en fiskart som beskrevs av Maul, 1969. Cetomimus hempeli ingår i släktet Cetomimus och familjen Cetomimidae. Inga underarter finns listade i Catalogue of Life.